# Батраков, Матвей Степанович
Матвей Степанович Батраков (15 ноября 1900 года, с. Яново, ныне Сергачский район, Нижегородская область — 19 июля 1995 года, Новосибирск) — советский военачальник, Герой Советского Союза (11.09.1941). Генерал-майор (20.04.1945).

## Биография
Матвей Степанович Батраков родился 15 ноября 1900 года в селе Яново ныне Сергачский район Нижегородской области в крестьянской семье. Закончив церковно-приходскую школу, с 1913 года работал бурлаком на Волге и матросом.
В июне 1919 года Матвей Батраков был призван в ряды Красной Армии. Сначала был направлен на службу в 28-й Приволжский запасной полк, в октябре переведён в 4-й отдельный инженерный батальон (Нижний Новгород). В декабре 1919 года тяжело заболел тифом, после выздоровления зачислен в феврале 1920 года красноармейцем в караульную команду 8-го рабочего батальона (Сормово). В годы Гражданской войны в России неоднократно в составе этих подразделений привлекался к ликвидации антисоветских выступлений и вооружённых банд. 
С сентября 1920 года был на учёбе и в 1923 году окончил 11-ю Нижегородскую пехотную школу командного состава РККА. Во время учёбы в школе был младшим командиром и старшиной роты курсантов. С сентября 1923 года командовал взводом в 8-м полку связи Северо-Кавказского военного округа (Новочеркасск), в мае 1924 года переведён командиром взвода (а вскоре повышен до командира роты) в 26-й стрелковый полк 9-й Донской стрелковой дивизии Северо-Кавказского ВО (Ейск). В 1928 году вступил в ВКП(б). 
С января 1930 года на 11 лет местом службы М. С. Батракова стала Сибирь. В этом месяце он был назначен командиром учебной роты 17-го отдельного стрелкового батальона Сибирского военного округа (Ленинск-Кузнецкий). В 1932 году окончил мотомеханизированные курсы в Москве, вернулся в батальон на прежнюю должность. С мая 1935 года служил командиром батальона и помощником командира 212-го стрелкового полка 71-й стрелковой дивизии СибВО. В 1936 году опять уехал учиться, на сей раз на Высшие стрелково-тактические курсы усовершенствования командного состава пехоты «Выстрел», в июле 1937 года окончил их, направлен в 78-ю стрелковую дивизию начальником полковой школы младшего комсостава 40-го стрелкового полка (Новосибирск), с сентября 1938 — начальник учебной части курсов младших лейтенантов дивизии, затем — заместителем командира по строевой части Барнаульского стрелкового полка дивизии. С сентября 1938 года — командир 765-го стрелкового полка 107-й стрелковой дивизии Сибирского военного округа (г. Рубцовск, Алтайский край).

### Великая Отечественная и советско-японская войны
С началом Великой Отечественной войны вся 107-я стрелковая дивизия включена в состав сформированной в Сибирском ВО 24-й армии, в июле 1941 года прибыла на фронт и с начала августа принимала участие в боях на дорогобужском направлении. В начале августа её передислоцировали на ельнинское направление. Полк упорно дрался в Смоленском оборонительном сражении, но особо прославился в Ельнинской наступательной операции в начале сентября 1941 года. 
Командир 765-го стрелкового полка (107-я стрелковая дивизия, 24-я армия, Резервный фронт) подполковник Батраков с 8 августа 1941 года в боях в районе города Ельня (Смоленская область) своим примером воодушевлял бойцов: тяжело раненный в руку и голову не уходил с линии фронта 15 дней до того момента, как его полк выполнил поставленную задачу. За это время бойцы полка подбили 4 танка и 6 самолётов, а также уничтожили несколько миномётов. В тяжелой ситуации лично водил полк в атаку. 7 сентября 1941 года полк успешно осуществил штурм хорошо укрепленной гитлеровцами высоты 251,1, позже участвовал в освобождении Ельни и других населенных пунктов.
За образцовое выполнение боевых заданий Командования на фронте борьбы с германским фашизмом и проявленные при этом отвагу и геройство Указом Президиума Верховного Совета СССР от 11 сентября 1941 года подполковнику Матвею Степановичу Батракову присвоено звание Героя Советского Союза с вручением ордена Ленина и медали «Золотая Звезда» (№ 848).
За мужество, отвагу и героизм личного состава в боях под Ельней приказом народного комиссара обороны СССР № 318 от 26 сентября 1941 года 765-й стрелковый полк М. С. Батракова был преобразован в 21-й гвардейский Краснознамённый стрелковый полк, а дивизия — в 5-ю гвардейскую стрелковую дивизию, став одними из самых первых частей Советской гвардии.
С 12 сентября 1941 — командир 211-й стрелковой дивизии 43-й армии Резервного фронта. В начале немецкого генерального наступления на Москву, дивизия оказалась в окружении в Вяземском котле, но к 13 октября 1941 года одной из немногих сумела вырваться с боем из окружения в район Можайска. При этом дивизия понесла большие потери, её командир М. С. Батраков при прорыве был ранен. После краткого лечения в барнаульском госпитале в ноябре 1941 года назначен командиром 42-й отдельной курсантской стрелковой бригады. Она формировалась в Сибирском военном округе, с декабря воевала в 24-й армии на Западном фронте, с 30 декабря — в 3-й ударной армии на Северо-Западном и Калининском фронтах, в мае 1942 — в 1-й гвардейской армии там же, где участвовала в Торопецко-Холмской и Демянской (1942 года) наступательных операциях. В августе 1942 бригаду перебросили на Сталинградский фронт в состав 62-й армии. Бригада геройски сражалась в Сталинградской битве в уличных боях в черте Сталинграда. В бою 22 сентября 1942 года полковник Батраков был тяжело ранен и контужен, длительное время лечился в госпитале. 
С мая 1943 года был уполномоченным Ставки Верховного Главнокомандования в Уральском военном округе, в июле отправлен на учёбу и в мае 1944 года окончил Высшую военную академию имени К. Е. Ворошилова (ускоренный курс). С 31 мая 1944 года командовал 59-й стрелковой дивизии 1-й Краснознамённой армии Дальневосточного фронта. 20 апреля 1945 года ему присвоено воинское звание «генерал-майор».
Командуя 59-й стрелковой дивизией, генерал-майор Батраков принимал участие в советско-японской войне. В августе 1945 года, в ходе Харбино-Гиринской фронтовой операции (составная часть Маньчжурской стратегической операции) вплоть до разгрома Квантунской армии.

### Послевоенная карьера
После войны продолжал командовать этой дивизией. После завершения её расформирования в мае 1947 года состоял в распоряжении Главнокомандующего советским войсками на Дальнем Востоке. С октября 1947 года служил военным комиссаром Новосибирской области. В апреле 1952 года Матвей Степанович Батраков вышел в отставку по болезни.
Жил в Новосибирске, где активно участвовал в общественной работе, был членом военно-научного общества. Матвей Степанович Батраков умер 19 июля 1995 года. Похоронен на Заельцовском кладбище в Новосибирске.
Избирался депутатом Рубцовского городского и Алтайского краевого Советов депутатов трудящихся (декабрь 1939 г.). Депутат Верховного Совета СССР 2-го созыва (1946—1950).

## Награды
- Медаль «Золотая Звезда» (№ 848) Героя Советского Союза (11.09.1941);
- Орден Жукова (Российская Федерация, 4.05.1995)[2];
- Два ордена Ленина (11.09.1941, 21.02.1945);
- Два ордена Красного Знамени (3.11.1944, 15.11.1950);
- Орден Суворова 2-й степени (1945);
- Орден Отечественной войны 1-й степени (11.03.1985);
- Медали.

## Память
- Почётный гражданин городов Ельня (1976), Рубцовск (1980), Сергач (1979).
- Именем М. С. Батракова в 1983 году названа школа № 2 города Рубцовск (Алтайский край). В школьном музее в 1973 установлен бюст Героя (скульптор Г. Г. Фукс).
- В Новосибирске на фасаде дома № 26 по улице Депутатской, в котором с 1966 по 1995 год жил Батраков, установлена мемориальная доска.
- Именем генерала Батракова названа улица в его родном селе Яново Сергачского района Нижегородской области, на улице установлена памятная стела.

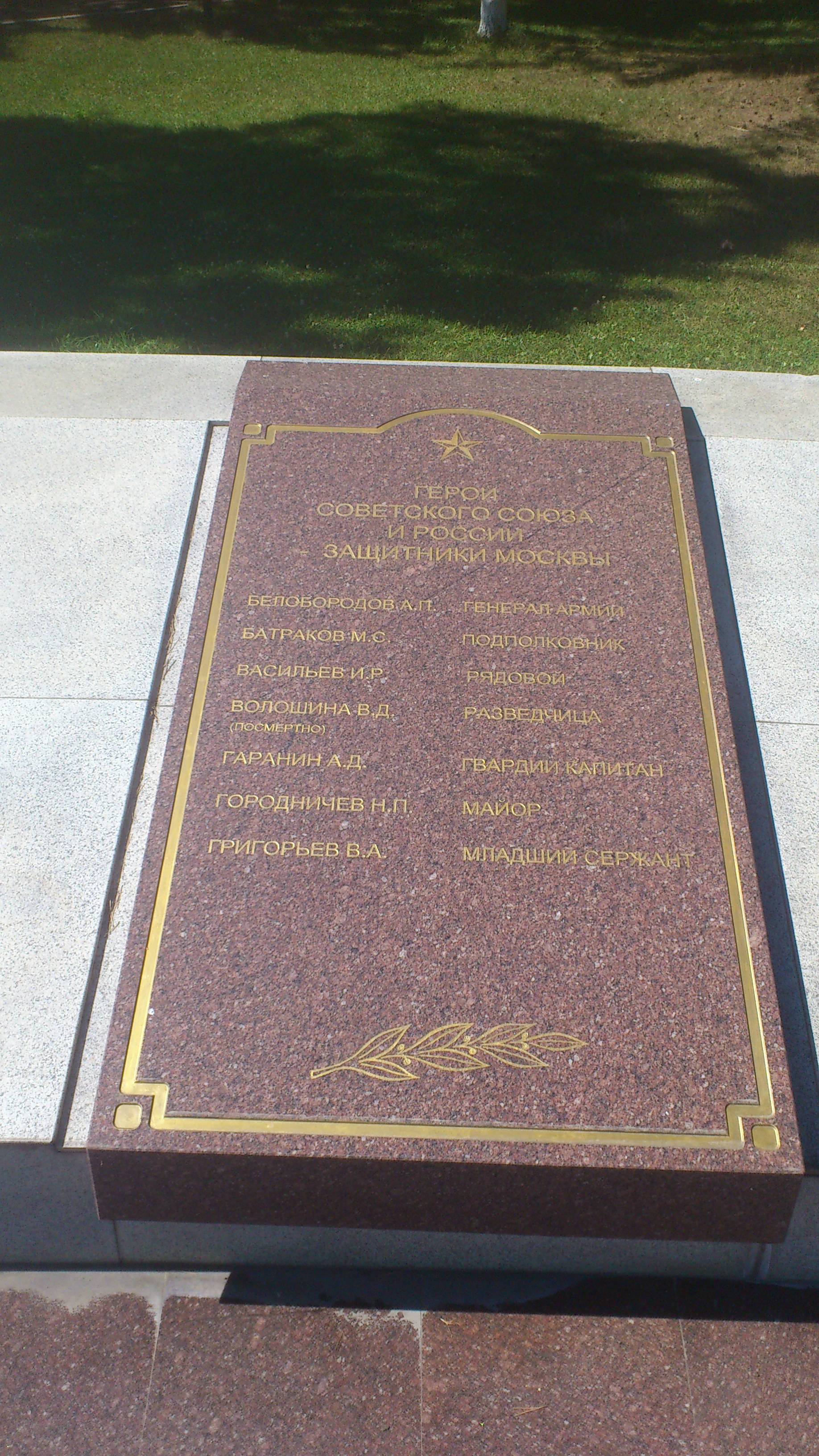
Имя М. С. Батракова высечено на плите мемориального комплекса «Воинам-сибирякам».
Мемориальный комплекс «Воинам-сибирякам», Ленино-Снегирёвский военно-исторический музей.